# لوزی مرکل
لوزی مرکل (به آلمانی: Merkel-Raute) یا مثلث قدرت یک حرکت خاص انگشتان دست است که شکلی هندسی شبیه به لوزی را می‌سازد. نحوهٔ قرارگیری انگشتان به این شکل است که ابتدا دو انگشت شست با قرارگرفتن به روی هم به سمت بالای شکم جای می‌گیرند و مابقی انگشتان در جلوی شکم گذاشته می‌شوند. این حرکت که بسیار توسط آنگلا مرکل، صدراعظم آلمان مورد استفاده قرار گرفته می‌گیرد، به عنوان یکی از شناخته شده‌ترین حرکات دست در جهان توصیف شده‌است.

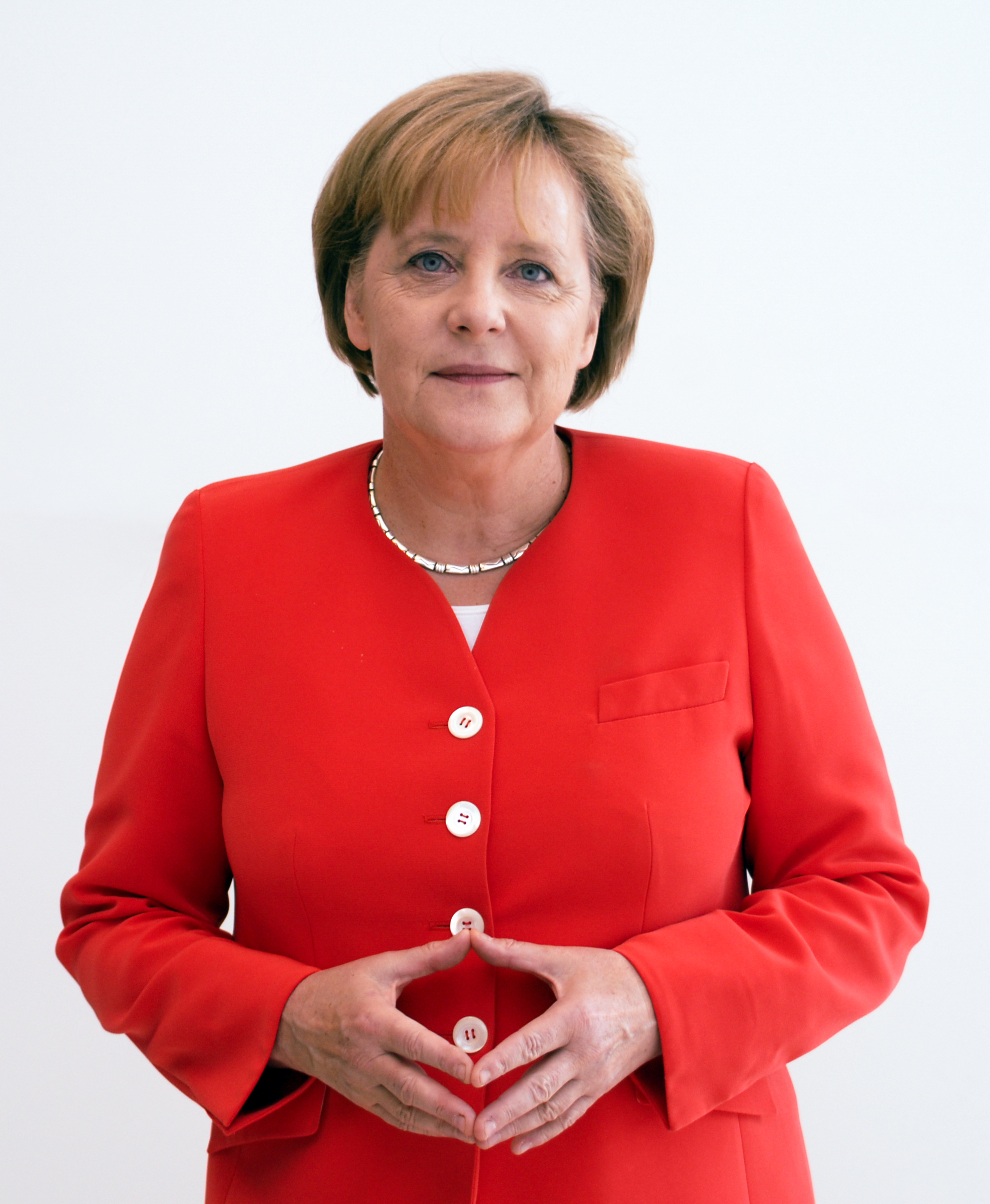
آنگلا مرکل با کت قرمز رنگ و حرکت مشهور دستان

مرکل در پاسخ به سؤالی درمورد نحوهٔ شکل‌گیری علامت تجاری‌اش اینگونه اظهار داشت که «همواره این پرسش وجود داشت که با دستان خود چه کار کنیم؟ و اینگونه شد که [لوزی مرکل] به‌وجود آمد.» او که این حرکت را بدون راهنمایی مشاوران خود انتخاب کرده‌است، در توصیف آن می‌گوید که «این شکل تقارن خاصی دارد».

## استفاده از لوزی مرکل

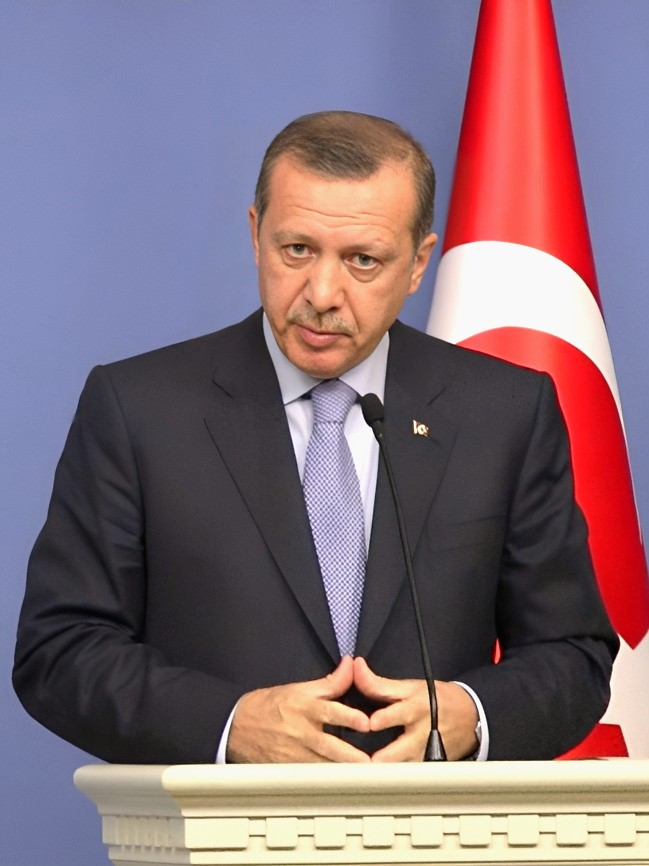
رجب طیب اردوغان در تلاش برای استفاده از لوزی مرکل

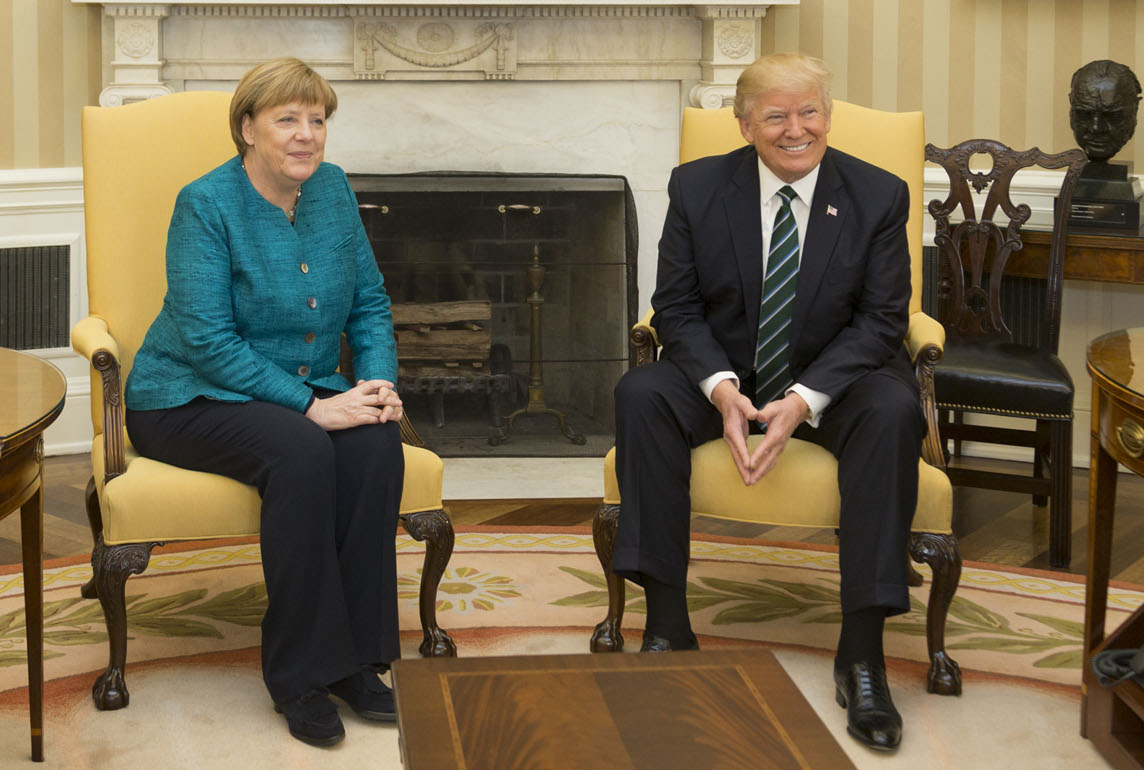
دیدار آنگلا مرکل و دونالد ترامپ درسال ٢٠١٧. در این دیدار ترامپ با ژست لوزی مرکل دیده می‌شود

درابتدا استفاده از لوزی مرکل توسط افراد مختلف به منظور تمسخر او و دولت‌اش مورد استفاده قرار می‌گرفت.حتی بسیاری از کمدین‌های تقلید شخصیت با پوشیدن کت‌های رنگی از لوزی مرکل استفاده می‌کردند، مانند اجرایی از یان فیلیپ گروگر با عنوان تمسخر کاپیتالیسم.

در سپتامبر ۲۰۱۳، حزب دموکرات مسیحی آلمان بنری تبلیغاتی به وسعت ۲۴۰۰ متر را برای انتخابات مجلس همان سال با بیش از ۲۱۵۰ عکس از دستان طرفداران طراحی و نصب کرده بود که تصویری از لوزی مرکل را می‌ساخت. در زیر این تصویر شعار «آیندهٔ آلمان را به دستان خوب بسپارید» نوشه شده بود.
احزاب مخالف مرکل با انتقاد از این بنر تبلیغاتی غول‌پیکر، آن را مانند پروپاگانداهای کیش‌شخصیتی در کوبا توصیف کردند. این مخالفان در روزنامهٔ «تاگشپیگل» با طراحی دستان یک پیرزن با عنوان تحقیرآمیز «Mutti» به انتقاد از تبلیغات انتخاباتی حزب دموکرات مسیحی پرداختند. اما در طول انتخابات سال ۲۰۱۳، سازمان جوانان و دانشجویان حزب دموکرات‌های مسیحی نیز با ساخت عکس‌های تبلیغاتی با لوزی مرکل و شعارهایی مانند «خونسرد باشید و صدراعظم را انتخاب کنید» و «من به آنجی رای می‌دهم، شما چطور؟» به تبلیغات گسترده برای آنگلا مرکل پرداختند.

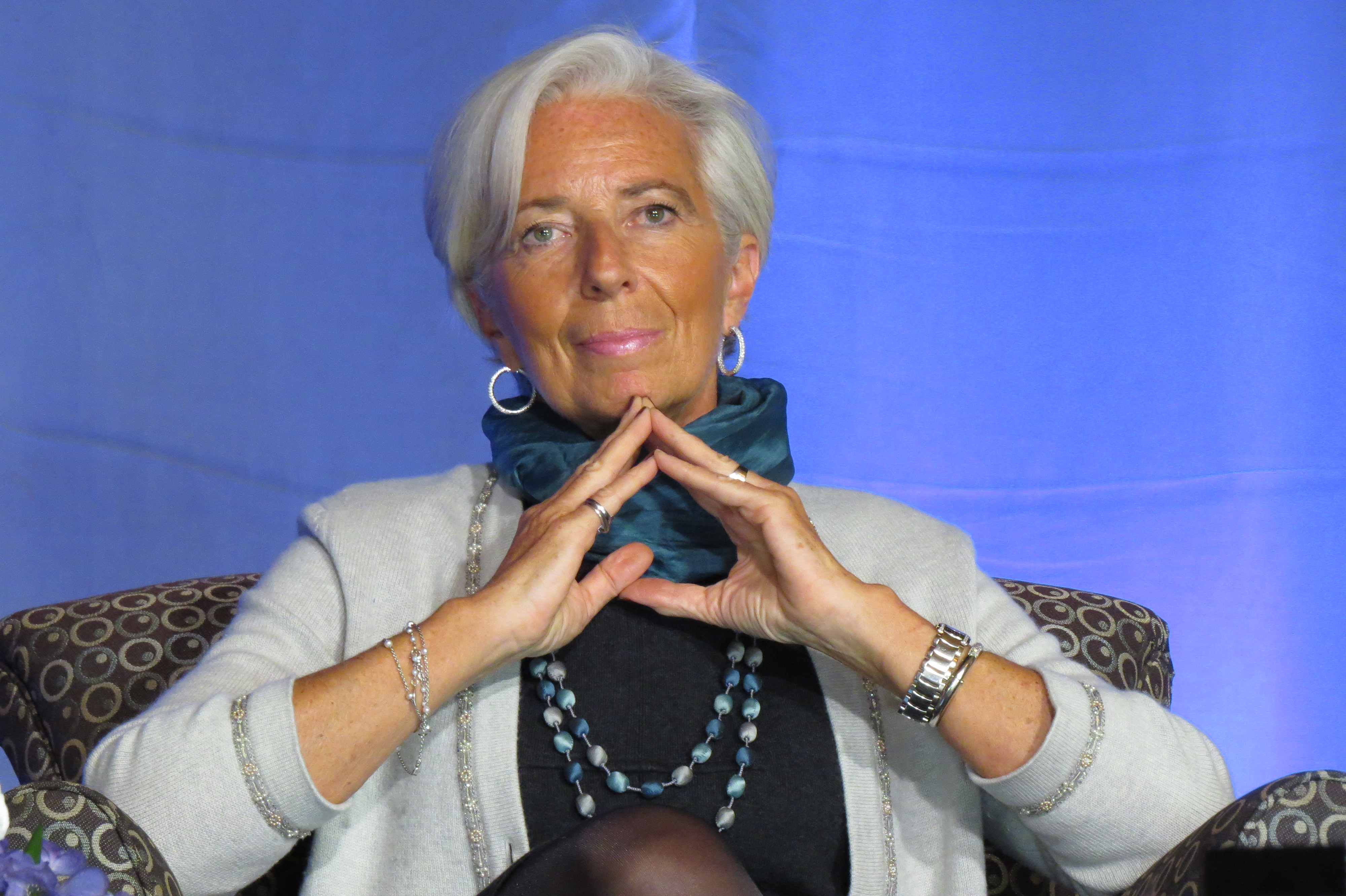
کریستین لاگارد رئیس صندوق بین‌المللی پول در یک مجمع عمومی با ژست لوزی مرکل

در کمپین انتخاباتی ۲۰۱۷، بار دیگر به منظور حمایت از صدراعظمی مرکل، حزب دموکرات مسیحی در یک وبسایت از هواداران خود خواسته بود که با گرفتن عکس و از خود با نشان لوزی مرکل و نوشتن جملهٔ «من عاشق لوزی هستم» و بارگزاری آن در این وب سایت، به حمایت از مرکل بپردازند. این وب سایت همچنین به فروش لیوان، کیف، خودکار و استیکرهایی با این نشان پرداخته بود.